# Nongofaire-Silmi-Mossi
Ne doit pas être confondu avec Nongofaire ou Nongofaire-Peulh.
Nongofaire-Silmi-Mossi est une localité située dans le département de Oula de la province du Yatenga dans la région Nord au Burkina Faso.

## Géographie
Nongofaire-Silmi-Mossi, rattaché à Nongofaire (situé au sud) tout en étant indépendant, se trouve à environ 17 km à l'est de Oula, le chef-lieu du département, et à environ 35 km au sud-est du centre de Ouahigouya.
La localité est définie par son peuplement historique Silmi-Mossi soit un métissage entre populations Peulh et Mossi.

## Santé et éducation
Le centre de soins le plus proche de Nongofaire-Silmi-Mossi est le centre de santé et de promotion sociale (CSPS) de Nongofaire tandis que le centre hospitalier régional (CHR) se trouve à Ouahigouya.
L'école primaire publique et le collège d'enseignement général (CEG) les plus proches se trouvent à Nongofaire.